# Hóquei sobre a grama nos Jogos Olímpicos de Verão de 1972
O torneio de hóquei sobre a grama nos Jogos Olímpicos de Verão de 1972 foi realizado em Munique, Alemanha Ocidental.
Após longo domínio de Índia e Paquistão, nenhuma das duas equipes conquistou o ouro no torneio olímpico de hóquei. A Alemanha Ocidental, dona da casa, conquistou o título sobre os paquistaneses e a Índia ficou com o bronze.
| Ouro | Prata | Bronze |
| Alemanha Ocidental Eduard Thelen Peter Trump Uli Vos Rainer Seifert Wolfgang Strödter Eckart Suhl Michael Peter Wolfgang Rott Fritz Schmidt Ulrich Klaes Michael Krause Peter Kraus Werner Kaessmann Carsten Keller Detlef Kittstein Wolfgang Baumgart Horst Dröse Dieter Freise | Paquistão Munawarux Zaman Saleem Sherwani Mohammad Zahid Fezalur Rehman Muhammad Shahnaz Abdul Rashid Mohammed Asad Malik Akhtarul Islam Islahud Din Saeed Anwar Mudassar Asghar Jahangir Ahmad Butt Iftikhar Ahmed Riaz Ahmed Rasool Akhtar | Índia Mukhbain Singh Virinder Singh Harcharan Singh Harmik Singh Kulwant Singh Krishnamurty Perumal Ajitpal Singh Harbinder Singh Ashok Kumar Kindo Michael Galesh Mollerapoovayya Govin Billimogaputtaswamy Charles Cornelius Manuel Frederick |

## Primeira fase

### Grupo A
| Equipe             | Pts | J | V | E | D | GP | GC |
| ------------------ | --- | - | - | - | - | -- | -- |
| Alemanha Ocidental | 13  | 7 | 6 | 1 | 0 | 17 | 5  |
| Paquistão          | 11  | 7 | 5 | 1 | 1 | 17 | 6  |
| Malásia            | 9   | 7 | 4 | 1 | 2 | 9  | 7  |
| Espanha            | 8   | 7 | 2 | 4 | 1 | 9  | 8  |
| Bélgica            | 5   | 7 | 2 | 1 | 4 | 8  | 14 |
| França             | 4   | 7 | 2 | 0 | 5 | 6  | 13 |
| Argentina          | 3   | 7 | 0 | 3 | 4 | 4  | 9  |
| Uganda             | 3   | 7 | 0 | 3 | 4 | 6  | 14 |

| 27 de agosto       |     |                    |
| Alemanha Ocidental | 5–1 | Bélgica            |
| Paquistão          | 3–0 | França             |
| Malásia            | 3–1 | Uganda             |
| Espanha            | 1–1 | Argentina          |
| 28 de agosto       |     |                    |
| Alemanha Ocidental | 1–0 | Malásia            |
| Bélgica            | 1–1 | Argentina          |
| Paquistão          | 1–1 | Espanha            |
| França             | 3–1 | Uganda             |
| 29 de agosto       |     |                    |
| Paquistão          | 3–1 | Uganda             |
| Espanha            | 0–0 | Malásia            |
| Bélgica            | 1–0 | França             |
| Alemanha Ocidental | 2–1 | Argentina          |
| 31 de agosto       |     |                    |
| Paquistão          | 1–2 | Alemanha Ocidental |
| Argentina          | 0–0 | Uganda             |
| Espanha            | 1–0 | Bélgica            |
| França             | 0–1 | Malásia            |
| 1 de setembro      |     |                    |
| Espanha            | 3–2 | França             |
| Paquistão          | 3–1 | Argentina          |
| Alemanha Ocidental | 1–1 | Uganda             |
| Bélgica            | 2–4 | Malásia            |
| 3 de setembro      |     |                    |
| Alemanha Ocidental | 2–1 | Espanha            |
| Paquistão          | 3–0 | Malásia            |
| França             | 1–0 | Argentina          |
| Bélgica            | 2–0 | Uganda             |
| 4 de setembro      |     |                    |
| Espanha            | 2–2 | Uganda             |
| Paquistão          | 3–1 | Bélgica            |
| Alemanha Ocidental | 4–0 | França             |
| Malásia            | 1–0 | Argentina          |

### Grupo B
| Equipe        | Pts | J | V | E | D | GP | GC |
| ------------- | --- | - | - | - | - | -- | -- |
| Índia         | 13  | 7 | 6 | 1 | 0 | 25 | 8  |
| Países Baixos | 11  | 7 | 5 | 1 | 1 | 20 | 9  |
| Reino Unido   | 9   | 7 | 4 | 1 | 2 | 15 | 10 |
| Austrália     | 8   | 7 | 3 | 2 | 2 | 18 | 8  |
| Nova Zelândia | 7   | 7 | 2 | 3 | 2 | 16 | 11 |
| Polônia       | 6   | 7 | 2 | 2 | 3 | 12 | 12 |
| Quênia        | 3   | 7 | 1 | 1 | 5 | 8  | 17 |
| México        | 0   | 7 | 0 | 0 | 7 | 1  | 40 |

| 27 de agosto  |      |               |
| Índia         | 1–1  | Países Baixos |
| Quênia        | 0–1  | Polônia       |
| Austrália     | 0–0  | Nova Zelândia |
| Reino Unido   | 6–0  | México        |
| 28 de agosto  |      |               |
| Austrália     | 3–1  | Quênia        |
| Nova Zelândia | 7–0  | México        |
| Índia         | 5–0  | Reino Unido   |
| Países Baixos | 4–2  | Polônia       |
| 30 de agosto  |      |               |
| Polônia       | 3–0  | México        |
| Países Baixos | 5–1  | Quênia        |
| Nova Zelândia | 2–1  | Reino Unido   |
| Austrália     | 1–3  | Índia         |
| 31 de agosto  |      |               |
| Quênia        | 0–2  | Reino Unido   |
| Índia         | 2–2  | Polônia       |
| Países Baixos | 2–0  | Nova Zelândia |
| Austrália     | 10–0 | México        |
| 2 de setembro |      |               |
| Índia         | 3–2  | Quênia        |
| Nova Zelândia | 3–3  | Polônia       |
| Austrália     | 1–1  | Reino Unido   |
| Países Baixos | 4–0  | México        |
| 3 de setembro |      |               |
| Países Baixos | 1–3  | Reino Unido   |
| Austrália     | 1–0  | Polônia       |
| Índia         | 8–0  | México        |
| Quênia        | 2–2  | Nova Zelândia |
| 4 de setembro |      |               |
| Austrália     | 2–3  | Países Baixos |
| Quênia        | 2–1  | México        |
| Índia         | 3–2  | Nova Zelândia |
| Polônia       | 1–2  | Reino Unido   |

## Classificação 5º-8º lugar
| 7 de setembro |     |         |
| Austrália     | 2–1 | Malásia |
| Reino Unido   | 2–0 | Espanha |

## Semi-final
| 8 de setembro      |     |               |
| Alemanha Ocidental | 3–0 | Países Baixos |
| Paquistão          | 2–0 | Índia         |

## Partidas de classificação

### Disputa pelo 15º lugar
| 7 de setembro |     |        |
| Uganda        | 4–1 | México |

### Disputa pelo 13º lugar
| 7 de setembro |          |        |
| Argentina     | 0–1 (TE) | Quênia |

 TE - partida definida no tempo extra

### Disputa pelo 11º lugar
| 8 de setembro |          |         |
| França        | 4–7 (TE) | Polônia |

### Disputa pelo 9º lugar
| 8 de setembro |     |               |
| Bélgica       | 1–2 | Nova Zelândia |

### Disputa pelo 7º lugar
| 9 de setembro |     |         |
| Malásia       | 1–2 | Espanha |

### Disputa pelo 5º lugar
| 9 de setembro |          |             |
| Austrália     | 2–1 (TE) | Reino Unido |

## Disputa pelo bronze
10 de setembro
| Países Baixos  | 1 – 2 (1 – 1) | Índia                           | 10:00 Hockey Facility Olympic Park, Munique Árbitros: Osvaldo Pensosi (ITA) Bernard Valette (FRA) |
| Ties Kruize 6' |               | Govinda Billimogaputtaswamy 15' | 10:00 Hockey Facility Olympic Park, Munique Árbitros: Osvaldo Pensosi (ITA) Bernard Valette (FRA) |
|                |               | Singh Mukhbain 70'              |                                                                                                   |

## Final
10 de setembro
| Alemanha Ocid.     | 1 - 0 (0 - 0) | Paquistão | 12:00 Hockey Facility Olympic Park, Munique Árbitros: Horacio Servetto (ARG) Richard Jewell (AUS) |
| Michael Krause 60' |               |           | 12:00 Hockey Facility Olympic Park, Munique Árbitros: Horacio Servetto (ARG) Richard Jewell (AUS) |

## Classificação final
| Pos. | Equipe             |
| ---- | ------------------ |
|      | Alemanha Ocidental |
|      | Paquistão          |
|      | Índia              |
| 4    | Países Baixos      |
| 5    | Austrália          |
| 6    | Reino Unido        |
| 7    | Espanha            |
| 8    | Malásia            |
| 9    | Nova Zelândia      |
| 10   | Bélgica            |
| 11   | Polónia            |
| 12   | França             |
| 13   | Quênia             |
| 14   | Argentina          |
| 15   | Uganda             |
| 16   | México             |